# Ompok goae
Ompok goae är en fiskart som först beskrevs av Haig 1952.  Ompok goae ingår i släktet Ompok och familjen malfiskar. IUCN kategoriserar arten globalt som otillräckligt studerad. Inga underarter finns listade i Catalogue of Life.